# Wladislaus von Szeliga-Mierzeyewski
Wladislaus Eugen Johann von Szeliga-Mierzeyewski, Władysław Eugeniusz Mierzejewski (ur. 3 sierpnia 1882 w Arensburgu, zm. 20 września 1959 w Brockum) – estońsko-niemiecki zoolog polskiego pochodzenia.

## Życiorys
Syn lekarza Wladislawa i Augusty Janiny Petit de Sancerre. Uczęszczał do rosyjskiego gimnazjum klasycznego w Arensburgu (obecnie Kuressaare), ukończył je w 1903 roku. W latach 1903–1904 przebywał w Rydze i Warszawie. Od 1903 studiował na Wydziale Fizyczno-Matematycznym Cesarskiego Uniwersytetu Warszawskiego. Jego nauczycielami byli m.in. Pawieł Mitrofanow i Nikołaj Nasonow. Z powodu strajku szkolnego po trzech semestrach przerwał naukę, od 1906 przeniósł się na wydział filozoficzny UJ. 19 lipca 1911 otrzymał tytuł doktora filozofii. Od 1909 do 1912 młodszy asystent (demonstrator) w Zakładzie Anatomii Porównawczej UJ pod kierunkiem Henryka Ferdynanda Hoyera. W 1910 przebywał przez trzy miesiące w morskiej stacji zoologicznej w Trieście u Carla Isidora Coriego.
W latach 1918–1920 pracował jako nauczyciel gimnazjalny w Arensburgu, w 1919 wyjechał do Schwerina wraz z rodziną i przyjął obywatelstwo niemieckie. Od 1920 do 1922 w Warnemünde. Nie przyjął propozycji objęcia katedry Uniwersytetu w Tartu w 1921. Od 28 czerwca 1922 do 1930 profesor nadzwyczajny anatomii porównawczej na wydziale matematyczno-przyrodniczym Uniwersytetu Stefana Batorego. Wakacje letnie spędzał w rodzinnych stronach, gdzie zastał go wybuch II wojny światowej. Po zajęciu Estonii przez Rosjan zadeklarował narodowość niemiecką i został odesłany do Niemiec. Pracował jako kustosz zbiorów zoologicznych na niemieckim uniwersytecie w Poznaniu, w latach 1942–1943 wykładał zoologię systematyczną i anatomię porównawczą kręgowców. Od 1945 w Brockum, zaniechał pracy naukowej z powodu całkowitej utraty słuchu.
23 października 1913 ożenił się z Iną, baronową Sass. Z tego małżeństwa urodziło się czworo dzieci: Ursula Alice Jeanne (1918), Gisela Emilie Bertha (1920), Agnes Elisabeth Irene (1923) i Wolfgang Wladislaw Albert (1926).
Autor szeregu prac anatomiczno-paleontologicznych i faunistycznych. Zajmował się głównie entomologią i ornitologią na ziemiach polskich. Brał udział w opracowaniu znalezisk z wykopalisk w Staruni. W jego dorobku znajdują się opracowania faunistyczne (autorskie i współautorskie) Wileńszczyzny dotyczące herpetofauny i entomofauny (Odonata i Orthoptera), entomofauny wyspy Ozylii, a także dotyczące rozwoju układu limfatycznego u ptaków. Współpracował z polskimi entomologami: Dziędzielewiczem i Sumińskim.
Członek założyciel Wileńskiego Towarzystwa Biologicznego, członek Komisji Fizjograficznej Polskiej Akademii Umiejętności (od 1912). Był kuratorem Akademickiego Koła Inflantczyków w Wilnie.

## Wybrane prace
- Beitrag zur Entwicklung des Lymphgefasssystems der Vogel (Vorlaufige Mitteilung). Bulletin de l’Académie des sciences de Cracovie, s. 472–481, 1909.
- Verzeichnis der Wirbeltiere der Insel Oesel (Livland, Russland). Verhandlungen der kk. zoologisch. botanishen Gesellschaft in Wien 60, s. 335–349 (1910).
- Aves – Ptaki. W: Klucz do oznaczania zwierząt kręgowych ziem polskich, Kraków 1910.
- Aeschna osiliensis, nov. sp. Bulletin de l’Académie des sciences de Cracovie (1913).
- Tenenbaum, Mierzeyewski. Materyały do fauny prostoskrzydłych Ordynacji Zamojskiej, „Pamiętnik Fizjograficzny” 22 (1914).
- Mierzeyewski, Sumiński. Materyały do fauny ważek (Odonata) ziem polskich, „Pamiętnik Fizjograficzny” 22 (dział zoologia III), s. 133–137 (1914).
- Łuszczak grubodziób (Coccothraustes coccothraustes, L.) wydobyty z plejstoceńskich iłów w Staruni. W: Bayger JA, Hoyer H, Kiernik E, Kulczyński W, Łomnicki M, Łomnicki J, Mierzejewski W, Niezabitowski W, Raciborski M, Szafer W, Schille F. (red.), „Wykopaliska Staruńskie”, Muzeum im. Dzieduszyckich, Lwów 1914, s. 357–384.
- Die Geradflügler (Orthoptera) Der Insel Ösel (Livland, Rußland). Verhandlungen der Kaiserlich-Königlichen Zoologisch-Botanischen Gesellschaft in Wien 63 (1913).
- Die Libellen (Odonata) Der Insel Ösel. Verhandlungen der Kaiserlich-Königlichen Zoologisch-Botanischen Gesellschaft in Wien 63 (1913).
- Anhang W: Krüdener A. Wenn die Schnepfen streichen, Leipzig, 1921.
- Die Vögel der Insel Oesel (Estland). Archiv für Naturgeschichte 89, Abt. A, 11 (1923).
- Beitrag zur Kenntnis der Fauna Mecklenburgs. Die Lurche d. Hafenorts Warnemunde. Archiv für Naturgeschichte 89, 11, s. 238–243 (1923).
- Płazy i gady okolic Wilna. Prace Towarzystwa Przyjaciół Nauk w Wilnie, 1924.
- Die Geradflügler (Orthoptera) der Umgegend von Wilno. Polskie pismo entomologiczne 6 (1/2), s. 59–68 (1927).
- Nasturtium officinale R. Br. Rukiew lekarska lub zdrojowa z okolic Wilna, „Kosmos” 3, s. 452 (1927).
- Der diluviale Kernbeisser (Loxia coccothraustes L.) aus Starunia in Polen (Anatomie und Histologie). Morphol Jahrb 57, s. 530–563 (1927).
- Dermaptera et Orthoptera Polonica (Notatka tymczasowa), „Rozprawy i Wiadomości Muzeum Dzieduszyckich” 10 (1928).
- Prostoskrzydłe okolic Wierzbnika (woj. kieleckie), „Polskie Pismo Entomologiczne” 9 (1930).
- Locusta migratoria L. und Stauroderus vagans (Eversm.) Zwei für die Wojewodschaft Wilno neue Geradflüger, „Polskie Pismo Entomologiczne” 8 (1/4), s. 210–211 (1929).
- Szeliga-Mierzeyewski W, Ułasiewicz W., Płazy i gady pow. mołodeczańskiego, Prace Tow. Przyjaciół Nauk w Wilnie, Wilno 1931.
- Przyczynek do herpetologii Wileńszczyzny, 1935.
- Verzeichnis der Käfer Ösels in meiner Insektensammlung, Korrespondenzblatt des Naturforscher Vereins zu Riga 64, s. 180–230 (1942).